# Vito Annicchiarico
Vito Annicchiarico, accreditato talora come Vito Chiari o Vito Annichiarico (Grottaglie, 26 febbraio 1934 – Roma, 5 agosto 2022), è stato un attore italiano, noto soprattutto come attore bambino per la sua interpretazione in Roma città aperta (1945), diretto da Roberto Rossellini, e per altri film della fine degli anni quaranta.

## Biografia
Nato a Grottaglie nel 1934, Vito Annicchiarico visse a Roma. Dopo la liberazione della città nel giugno 1944, con il padre ancora disperso in Etiopia, per aiutare la madre e i fratelli lavorava con altri ragazzini come sciuscià quando Roberto Rossellini lo incontrò casualmente per la strada. Fu lui a condurre il regista alla scoperta dei luoghi dove viveva e nei quali si ambienterà il film Roma città aperta (1945), nel quale sostenne con grande efficacia ed espressività il ruolo del piccolo Marcello, il figlioletto della protagonista interpretata da Anna Magnani. La sua voce fu doppiata dal giovane Ferruccio Amendola, sebbene Vito Annicchiarico abbia sempre sostenuto di essere stato lui stesso a doppiare le scene in cui era presente nel film sotto la guida dello stesso Roberto Rossellini. Indimenticabile rimase nel film la sua partecipazione alla scena della morte di Anna Magnani:
Il grande successo della pellicola aprì a Vito nuove opportunità. Fu ancora al fianco della Magnani, questa volta come un trovatello adottato, nel film Abbasso la miseria! (1945). Reciterà anche nel film ad esso collegato Abbasso la ricchezza! (1946). Rossellini, con il quale Vito mantenne sempre uno stretto rapporto di amicizia, lo portò con sé anche a Napoli per le riprese di Paisà (1946), pur non utilizzandolo come attore nell'episodio dello sciuscià napoletano, che venne invece affidato ad Alfonsino Pasca.
Dopo alcune altre parti minori, Vittorio De Sica lo chiamò a interpretare il ruolo di Coretti nel film Cuore (1948), prima riduzione cinematografica integrale del romanzo di Edmondo De Amicis. Nel gruppo dei ragazzi c'erano alcuni tra i più conosciuti attori bambini del periodo: Gino Leurini, Luciano De Ambrosis, Carlo Delle Piane, Maurizio Di Nardo, e Enzo Cerusico. Nel 1949 Vito lavorò in teatro alla pièce L’uomo, la bestia e la virtù con Aroldo Tieri e Carlo Ninchi. Nel 1950 partecipò al film Domani è troppo tardi (1950) con Vittorio De Sica.
Conclusasi nel 1950 la sua esperienza attoriale, nel 1955 cominciò a lavorare per una multinazionale, dove rimarrà fino al termine della sua carriera. Nel 2005 e nel 2011 prese parte a due documentari che rivisitavano i luoghi e le vicende di Roma città aperta (I Figli di Roma Città Aperta, di Laura Muscardin, una produzione di Amedeo Bacigalupo  e Voi siete qui). Nel 2015 uscì un libro-intervista di Simonetta Ramogida, dal titolo Roma Città Aperta Vito Annicchiarico racconta il set con Anna Magnani Aldo Fabrizi Roberto Rossellini, edito da Gangemi, che raccoglieva le sue memorie di attore bambino. Nel 2016 il Sindacato dei Giornalisti Cinematografici Italiani (SNGCI) gli consegnò il Nastro d'Argento "speciale", celebrando i 70 anni dalla nascita dei Nastri d'Argento che videro tra i vincitori della prima edizione del 1946 proprio Roberto Rossellini e Anna Magnani. Muore a Roma a 88 anni.

## Filmografia

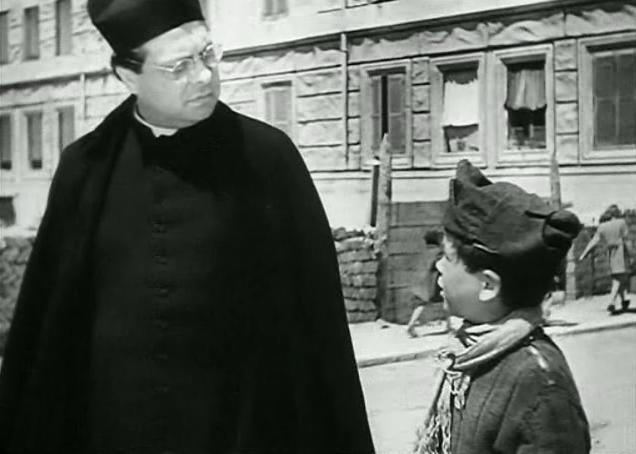
Il piccolo Vito Annicchiarico con Aldo Fabrizi in Roma città aperta (1945)

- Roma città aperta, regia di Roberto Rossellini (1945)
- Abbasso la miseria!, regia di Gennaro Righelli (1945)
- Abbasso la ricchezza!, regia di Gennaro Righelli (1946) -- non accreditato
- Un mese d'onestà, regia di Domenico Gambino (1948)
- Cuore, regia di Duilio Coletti e Vittorio De Sica (1948)
- Domani è troppo tardi, regia di Léonide Moguy (1950)
- Figli di Roma città aperta, documentario, regia di Laura Muscardin (2005)
- Voi siete qui, documentario, regia di Francesco Matera (2011)

## Doppiatori italiani
- Ferruccio Amendola in Roma città aperta